# Esmeriz e Cabeçudos
Esmeriz e Cabeçudos (oficialmente: União das Freguesias de Esmeriz e Cabeçudos) é uma freguesia portuguesa do município de Vila Nova de Famalicão, com 7,25 km² de área e 3616 habitantes (censo de 2021). A sua densidade populacional é 498,8 hab./km².

## História
Foi criada aquando da reorganização administrativa de 2012/2013, resultando da agregação das antigas freguesias de Esmeriz e Cabeçudos.

## Demografia
A população registada nos censos foi:
| Distribuição da População por Grupos Etários | Distribuição da População por Grupos Etários | Distribuição da População por Grupos Etários | Distribuição da População por Grupos Etários | Distribuição da População por Grupos Etários | Distribuição da População por Grupos Etários |
| -------------------------------------------- | -------------------------------------------- | -------------------------------------------- | -------------------------------------------- | -------------------------------------------- | -------------------------------------------- |
| Antes da agregação                           |                                              |                                              |                                              |                                              |                                              |
| Ano                                          | 0-14 anos                                    | 15-24 anos                                   | 25-64 anos                                   | >= 65 anos                                   | Total                                        |
| 2001                                         | 643                                          | 511                                          | 1902                                         | 321                                          | 3377                                         |
| 2011                                         | 638                                          | 427                                          | 2163                                         | 456                                          | 3684                                         |
| Após a agregação                             |                                              |                                              |                                              |                                              |                                              |
| Ano                                          | 0-14 anos                                    | 15-24 anos                                   | 25-64 anos                                   | >= 65 anos                                   | Total                                        |
| 2021                                         | 482                                          | 430                                          | 2044                                         | 660                                          | 3616                                         |